# Lutjanus
Lutjanus ist eine aus etwa 75 Arten bestehende Fischgattung aus der Familie der Schnapper (Lutjanidae). Lutjanus-Arten kommen in tropischen und subtropischen Zonen des Atlantik, Pazifik und des Indischen Ozean vor.

## Merkmale
Lutjanus-Arten werden 15,5 bis 160 cm lang. Sie besitzen eine charakteristische Gestalt mit einem hohen Rückenprofil und einem großen Kopf mit langer Schnauze und dreieckigem bis konischem Profil. Augen und Maul sind groß, die Maulspalte reicht für gewöhnlich bis unterhalb der Augen. Das Maul ist zugespitzt und protraktil (vorstülpbar). Der Bereich zwischen den Augen ist konvex. Die Kiefer sind mit mehreren Reihen einspitziger Zähne besetzt, die der ersten sind normalerweise vergrößert. In der ersten Oberkieferreihe befinden sich vorn zwei bis vier große Fangzähne. Auch Pflugscharbein und Gaumenbein sind mit bürstenförmigen Zähnen besetzt. Die Zahnplatte des Pflugscharbeins ist V-förmig, halbmondförmig oder dreieckig. Ausgewachsene Tiere verfügen auch über eines oder mehrere Felder feiner Zähne auf der Zunge.
Das Praeoperculare ist fein gesägt und besitzt eine mehr oder weniger deutliche, aber immer vorhandene Einbuchtung am Unterrand, wobei die benachbarte Partie des Interoperculare einen knöchernen Höcker aufweisen kann. Bei Arten mit einer besonders ausgeprägten Einbuchtung im Praeoperculare ist dieser Höcker meist sehr kräftig entwickelt. Das Tränenbein ist sehr breit. Die Kiemenreusenstrahlen sind kurz, der untere Ast des ersten Kiemenbogens trägt sieben bis neun davon. Abgesehen von einem schrägen Schuppenband im Nacken ist der Kopf unbeschuppt.
Lutjanus-Arten sind sehr variabel gefärbt. Oft sind sie rötlich, gelb, grau oder braun und zeigen ein Muster von dunkleren Streifen oder Bändern, manchmal auch einen großen schwarzen Fleck auf der oberen Körperhälfte unterhalb des weichstrahligen Abschnitts der Rückenflosse.
Die Basis des weichstrahligen Bereichs der Rückenflosse und die der Afterflosse sind von Schuppen ummantelt. Die Rückenflosse ist durchgehend, oft mit einer leichten Einbuchtung zwischen hart- und weichstrahligem Abschnitt, die Schwanzflosse ist halbmondförmig oder leicht eingebuchtet, seltener gegabelt.
- Flossenformel: Dorsale X (XI)/11–16, Anale III/7–10, Pectorale 15–18.

## Lebensweise
Lutjanus-Arten leben küstennah vor allem in flachem Wasser oberhalb von 30 bis 40 Metern, einige größere Arten auch in Tiefen bis 200 Metern. Kleiner Arten schließen sich tagsüber zu Schwärmen zusammen und gehen in der Nacht auseinander, um kleinere Fische und Krebstiere zu jagen.

## Fortpflanzung
Beim Blaustreifen-Schnapper wurde das Ablaichen in Gruppen beobachtet. Ein Männchen eröffnet die Laichaktivität, indem es gegen den Körper eines Weibchens stößt und seinen Körper an ihren reibt. Weitere laichbereite Schnapper kommen hinzu und gemeinsam schwimmen die Fische in einem sich spiralförmig drehenden Schwarm zur Wasseroberfläche und geben kurz darunter Eizellen und Spermien ab. Die Eier sind klein mit einem Durchmesser von 8 mm, die nach 18 Stunden schlüpfenden Fischlarven etwa 18 mm lang. Ein Weibchen von Lutjanus griseus kann mehr als 5 Millionen Eier legen.

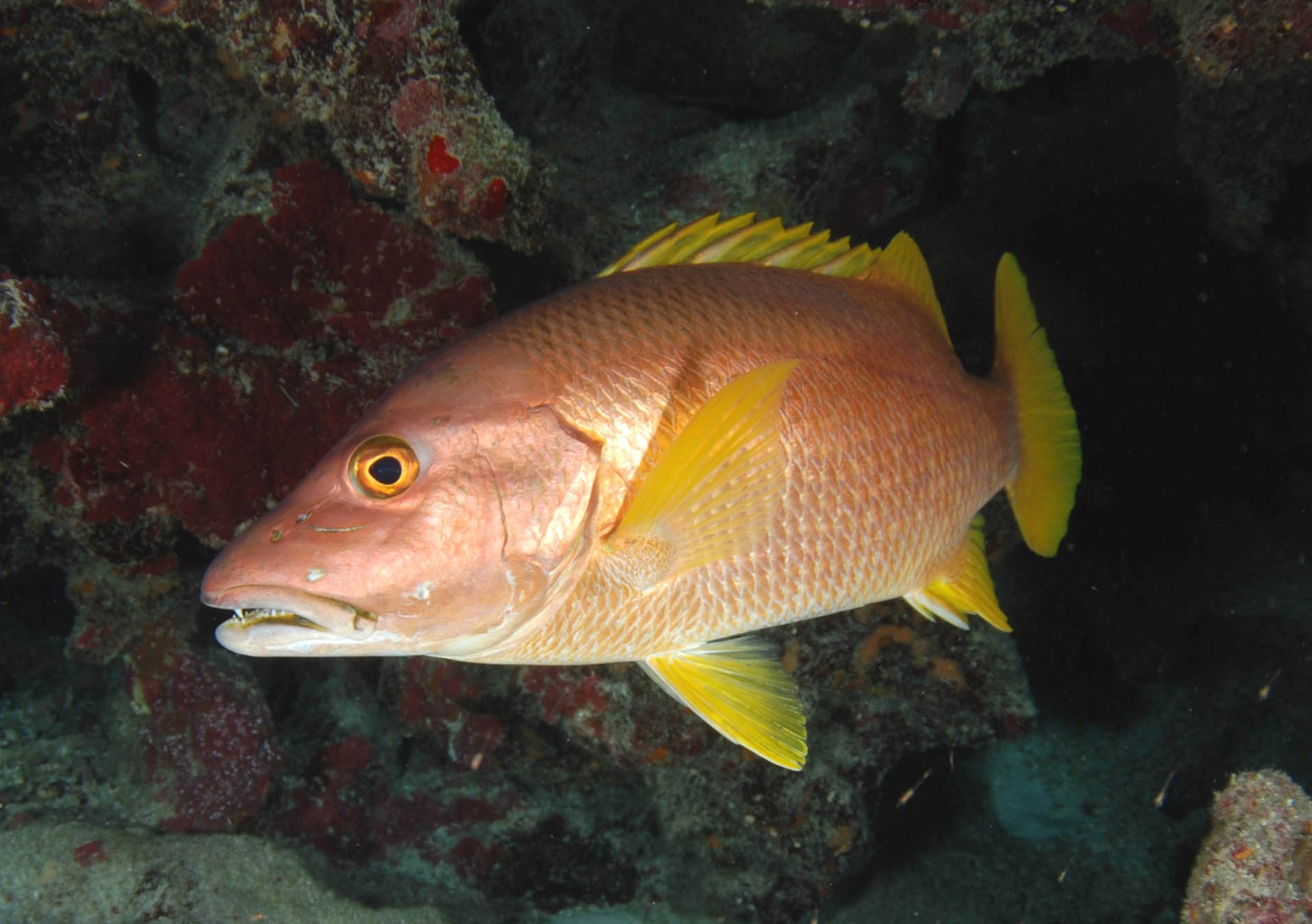
Lutjanus apodus

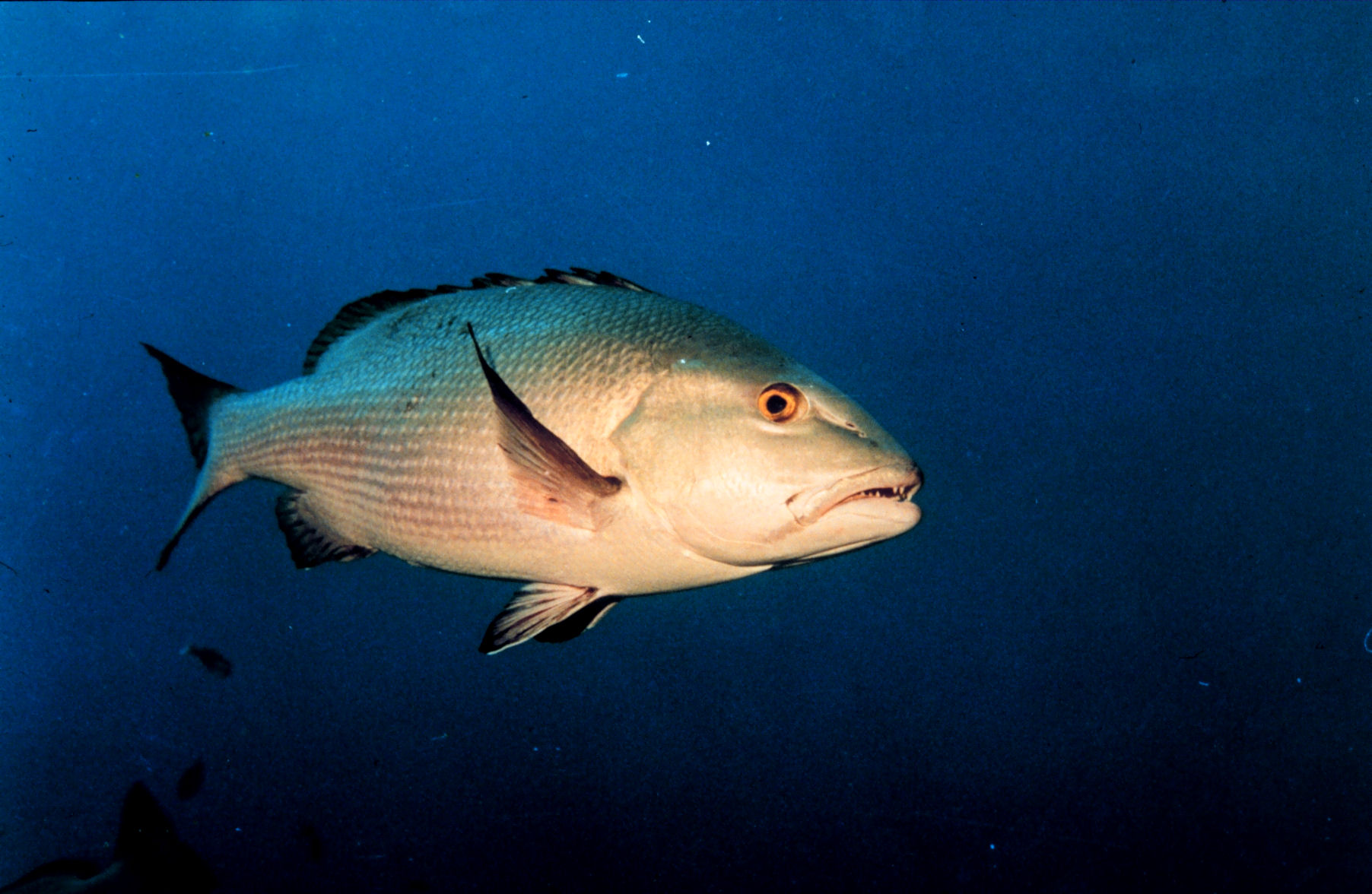
Lutjanus bohar

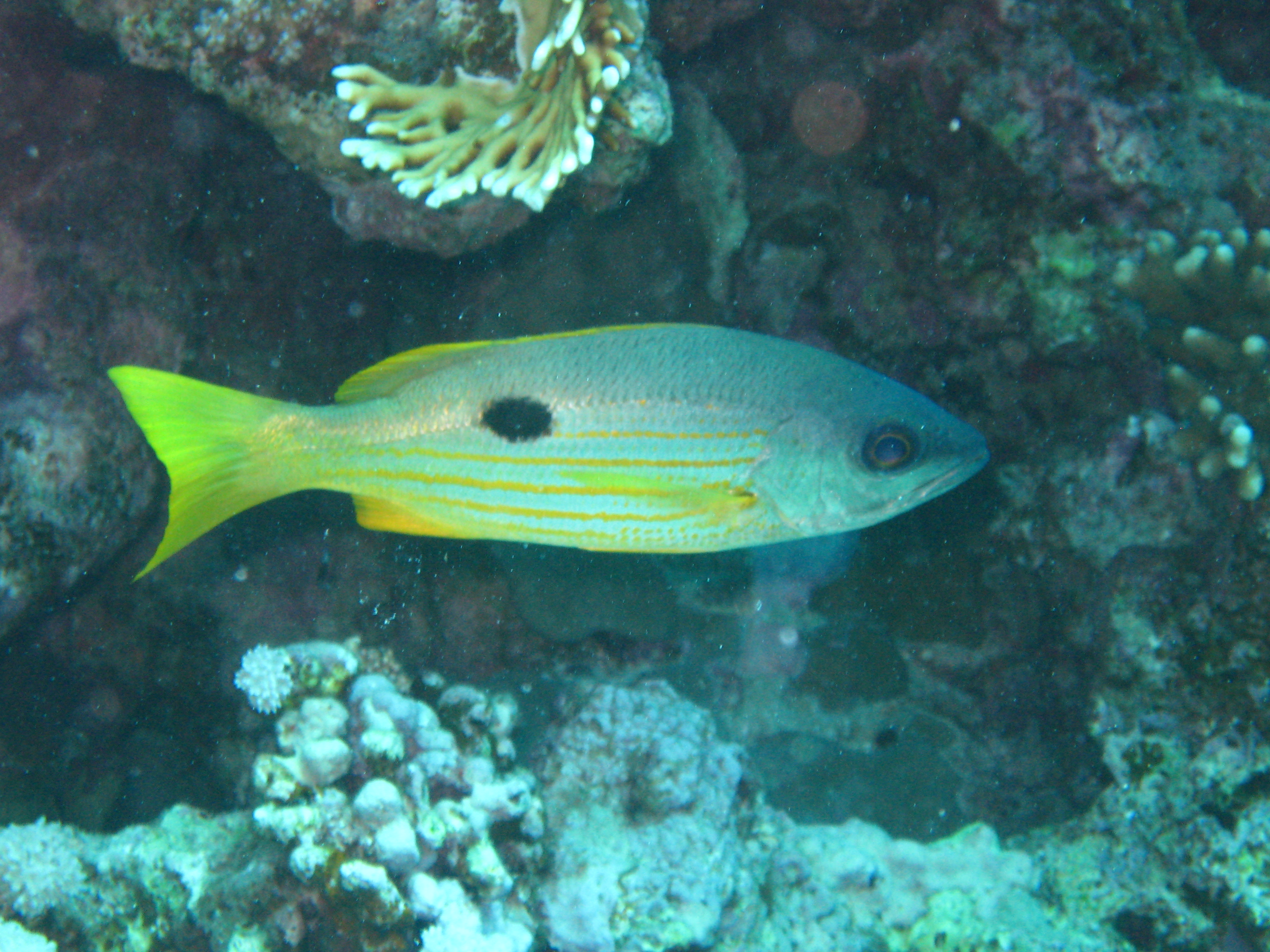
Lutjanus ehrenbergii

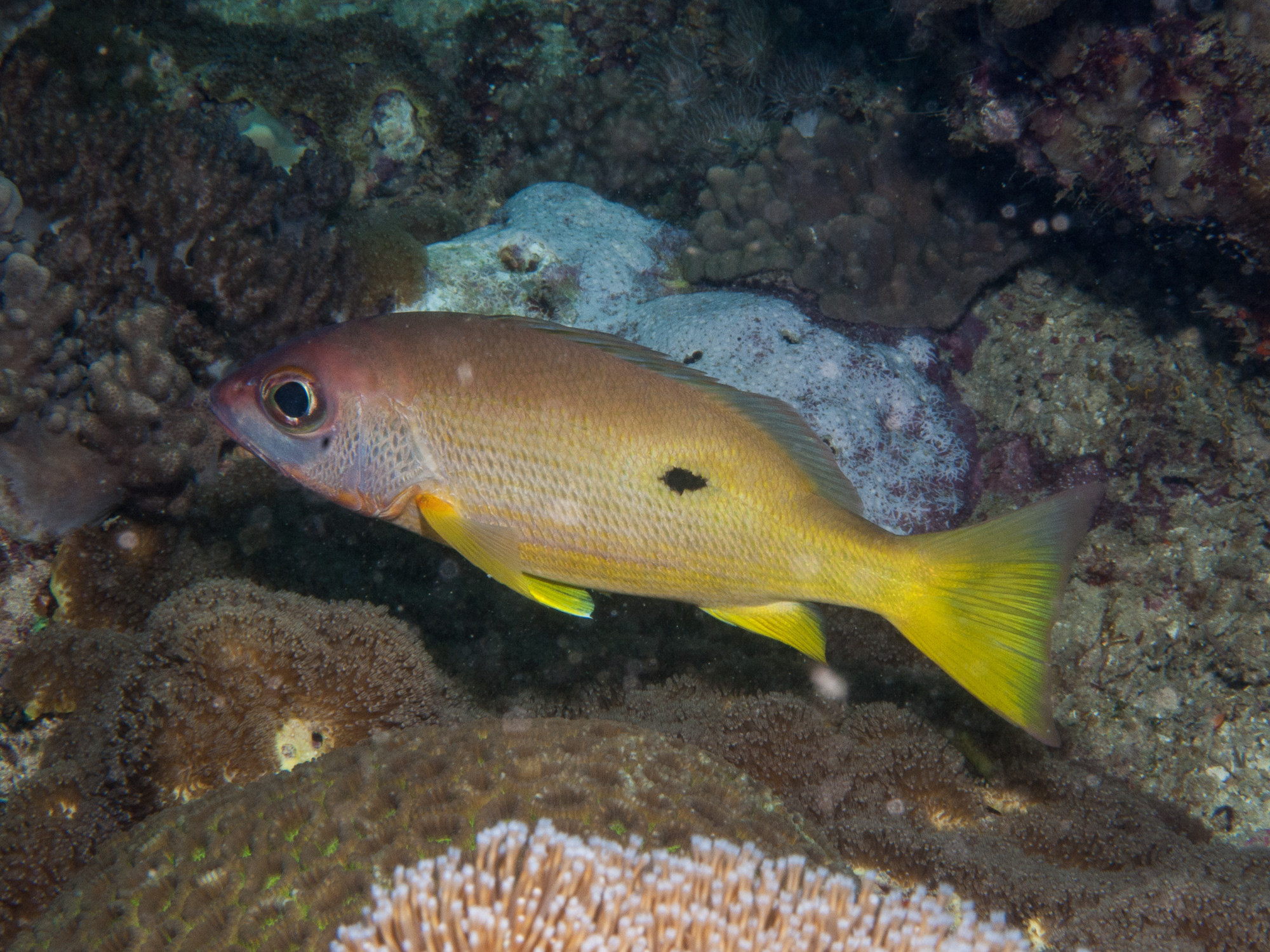
Lutjanus fulviflamma

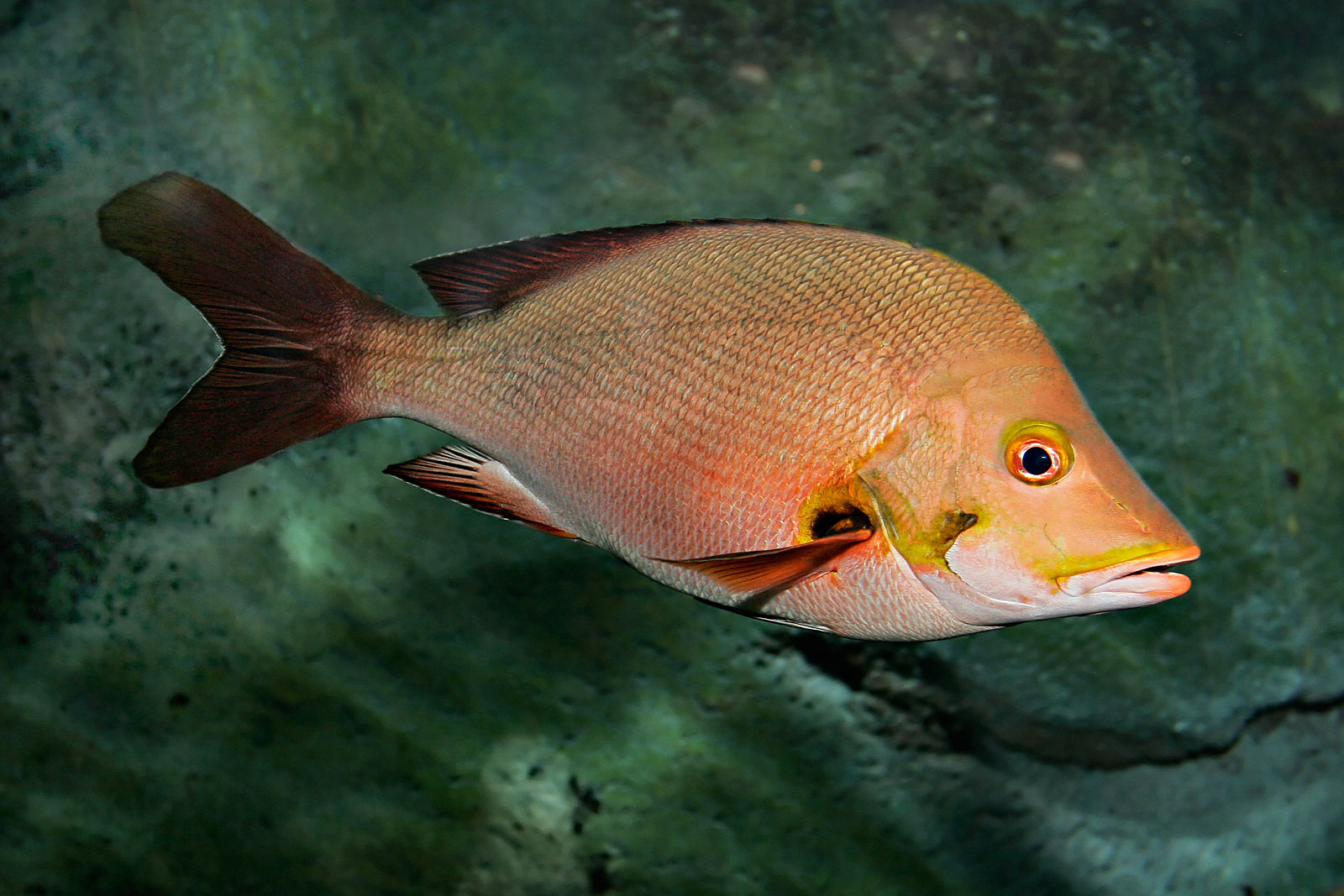
Lutjanus gibbus

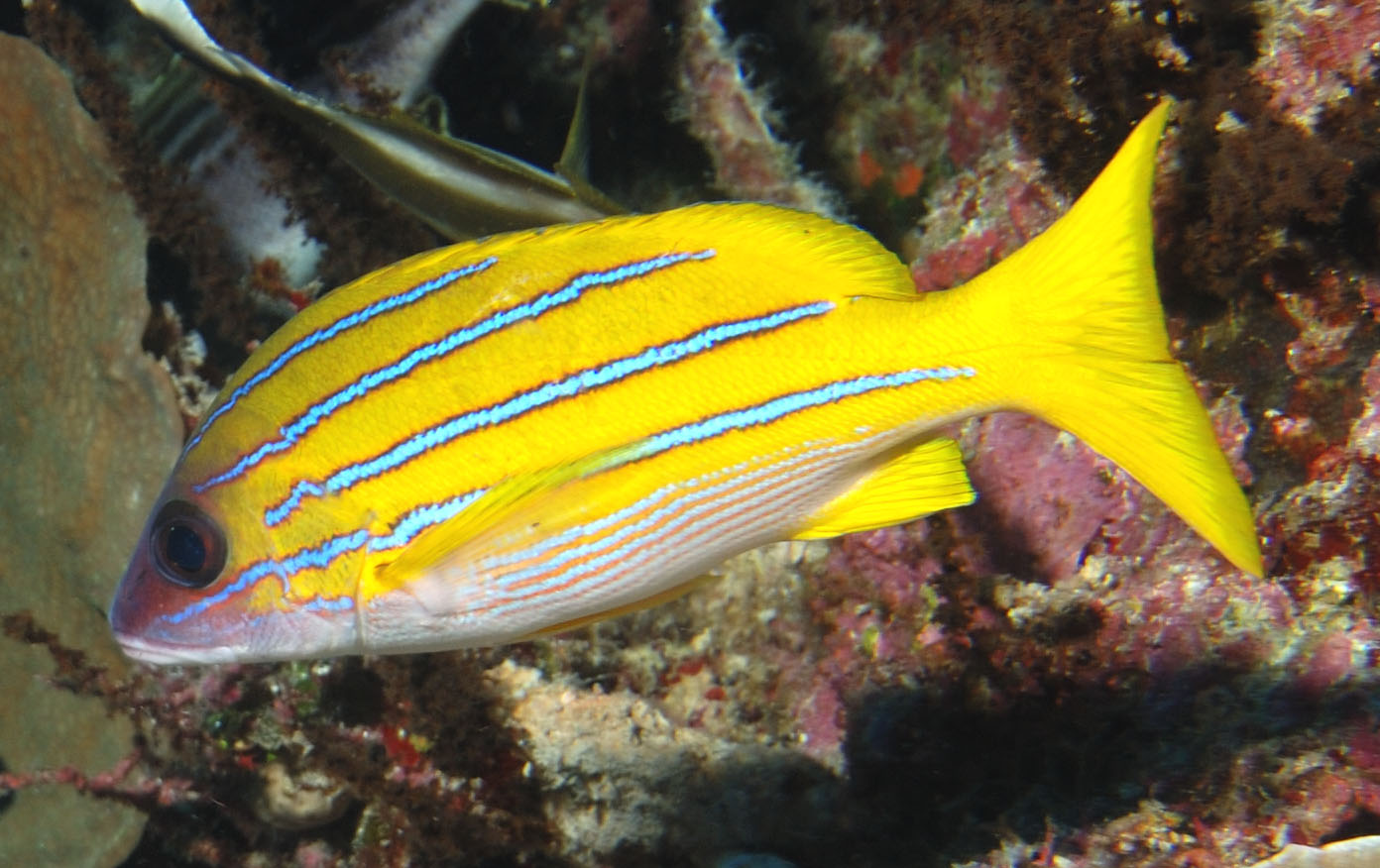
Lutjanus kasmira

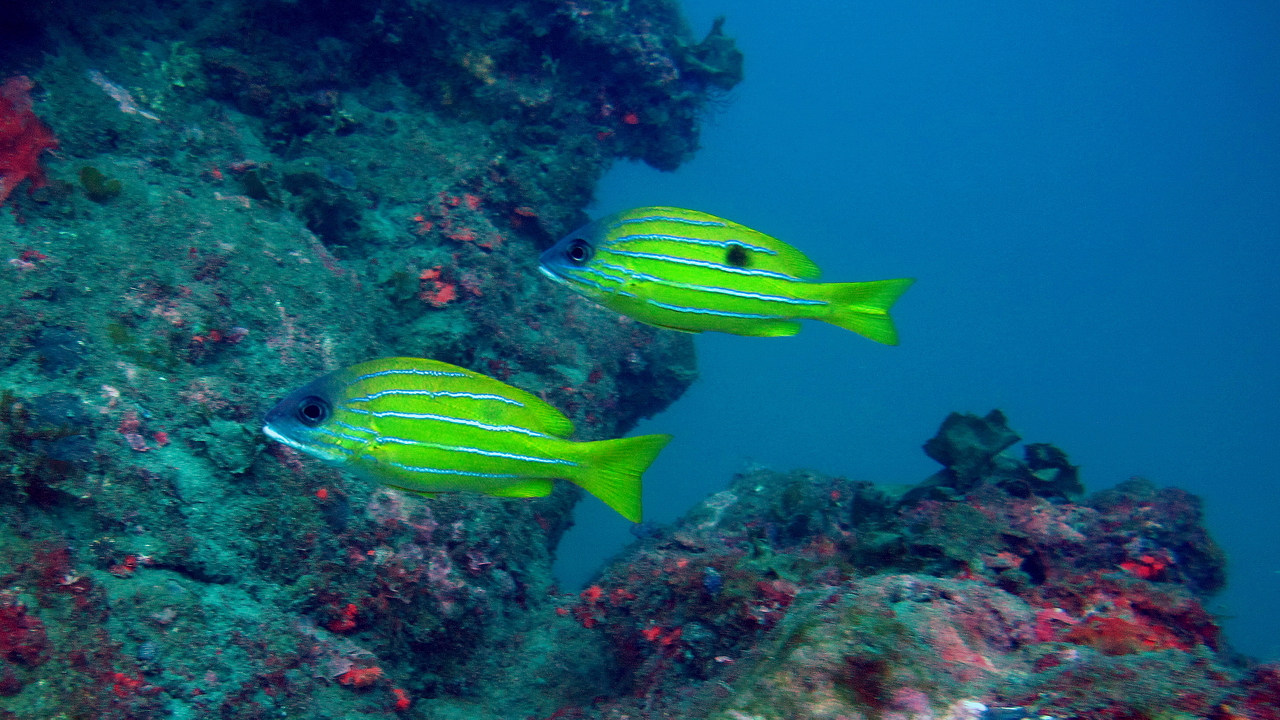
Lutjanus quinquelineatus

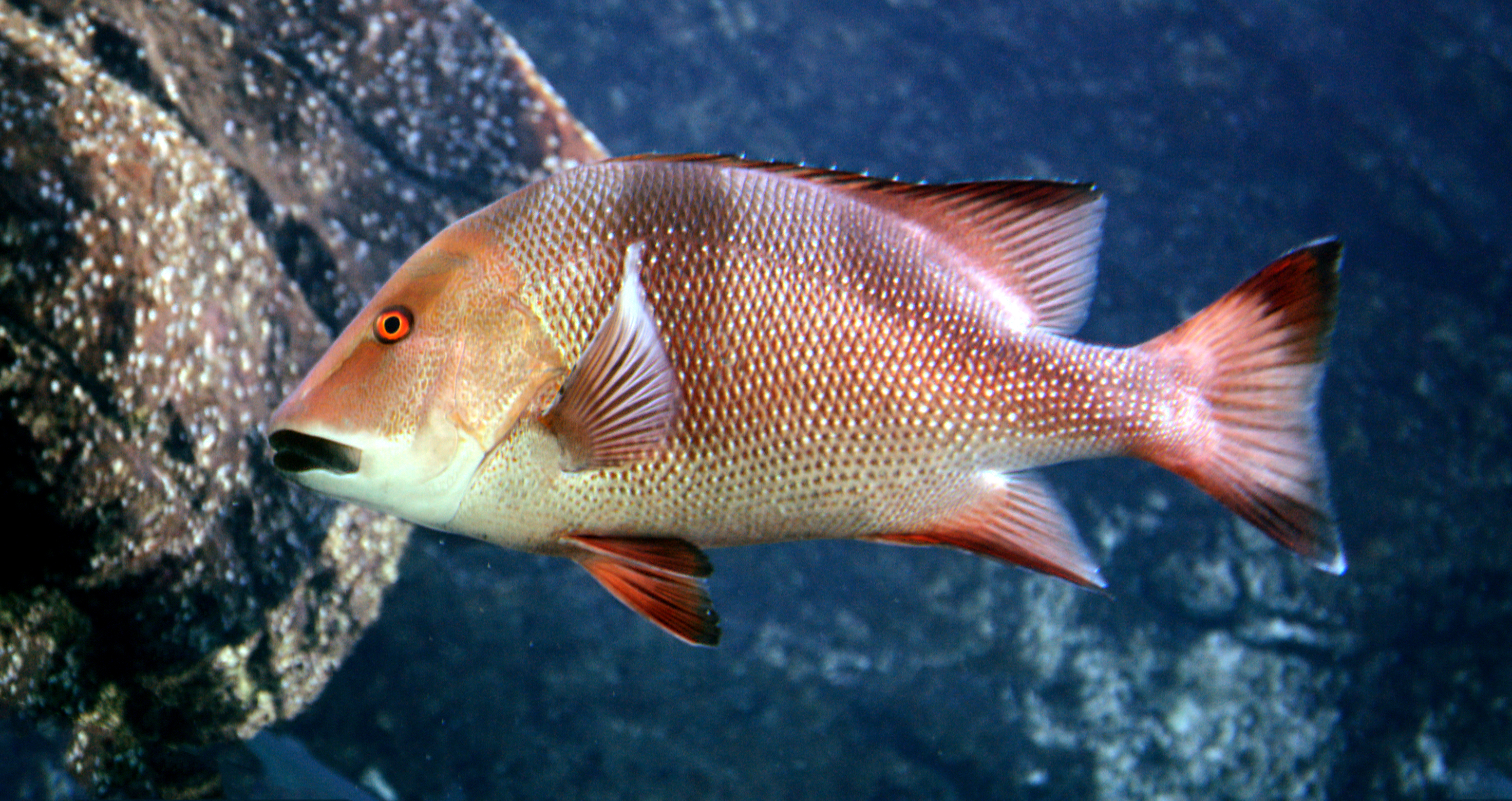
Lutjanus sebae

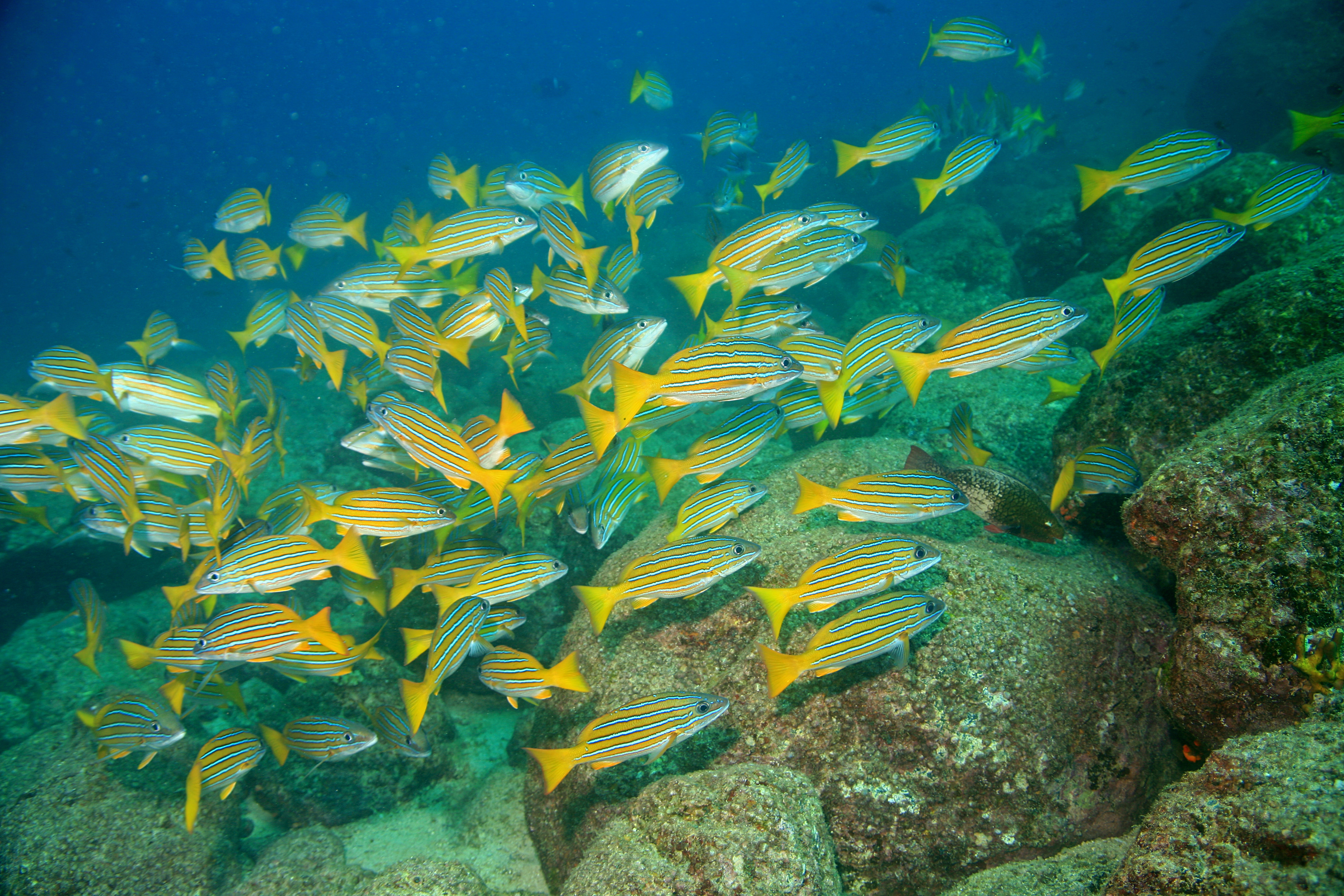
Lutjanus viridis

## Arten
- Lutjanus adetii (Castelnau, 1873)
- Lutjanus agennes (Bleeker, 1863)
- Lutjanus alexandrei (Moura & Lindeman, 2007)
- Lutjanus ambiguus (Poey, 1860)
- Lutjanus analis (Cuvier, 1828)
- Schulmeister-Schnapper (Lutjanus apodus (Walbaum, 1792))
- Lutjanus aratus (Günther, 1864)
- Kupferschnapper (Lutjanus argentimaculatus (Forsskål, 1775))
- Lutjanus argentiventris (Peters, 1869)
- Lutjanus aurorubens (Cuvier, 1829)[1]
- Bengalen-Schnapper (Lutjanus bengalensis (Bloch, 1790))
- Lutjanus biguttatus (Valenciennes, 1830)
- Lutjanus bitaeniatus (Valenciennes, 1830)
- Lutjanus bohar (Forsskål, 1775)
- Lutjanus boutton (Lacépède, 1802)
- Lutjanus buccanella (Cuvier, 1828)
- Nördlicher Schnapper (Lutjanus campechanus (Poey, 1860))
- Lutjanus carponotatus (Richardson, 1842)
- Lutjanus coeruleolineatus (Rüppell, 1838)
- Lutjanus colorado (Jordan & Gilbert, 1882)
- Gelbschwanz-Schnapper (Lutjanus chrysurus (Bloch, 1791))[1]
- Lutjanus cyanopterus (Cuvier, 1828)
- Lutjanus decussatus (Cuvier, 1828)
- Lutjanus dentatus (Duméril, 1861)
- Lutjanus dodecacanthoides (Bleeker, 1854)
- Lutjanus ehrenbergii (Peters, 1869)
- Lutjanus endecacanthus (Bleeker, 1863)
- Lutjanus erythropterus (Bloch, 1790)
- Lutjanus fulgens (Valenciennes, 1830)
- Lutjanus fulviflamma (Forsskål, 1775)
- Lutjanus fulvus (Forster, 1801)
- Lutjanus fuscescens (Valenciennes, 1830)
- Buckel-Schnapper (Lutjanus gibbus (Forsskål, 1775))
- Lutjanus goldiei (Macleay, 1882)
- Lutjanus goreensis (Valenciennes, 1830)
- Lutjanus griseus (Linnaeus, 1758)
- Lutjanus guilcheri (Fourmanoir, 1959)
- Lutjanus guttatus (Steindachner, 1869)
- Lutjanus indicus Allen et al., 2013
- Lutjanus inermis (Peters, 1869)
- Lutjanus jocu (Bloch & Schneider, 1801)
- Lutjanus johnii (Bloch, 1792)
- Lutjanus jordani (Gilbert, 1898)
- Blaustreifen-Schnapper (Lutjanus kasmira (Forsskål, 1775))
- Lutjanus lemniscatus (Valenciennes, 1828)
- Lutjanus lunulatus (Park, 1797)
- Lutjanus lutjanus (Bloch, 1790)
- Lutjanus madras (Valenciennes, 1831)
- Lutjanus mahogoni (Cuvier, 1828)
- Malabar-Schnapper (Lutjanus malabaricus (Bloch & Schneider, 1801))
- Lutjanus maxweberi (Popta, 1921)
- Lutjanus mizenkoi (Allen & Talbot, 1985)
- Lutjanus monostigma (Cuvier, 1828)
- Lutjanus notatus (Cuvier, 1828)
- Lutjanus novemfasciatus (Gill, 1862)
- Lutjanus octolineatus (Cuvier, 1828)
- Lutjanus ophuysenii (Bleeker, 1860)
- Lutjanus papuensis Allen et al., 2013
- Lutjanus peru (Nichols & Murphy, 1922)
- Lutjanus purpureus (Poey, 1876)
- Lutjanus quinquelineatus (Bloch, 1790)
- Lutjanus rivulatus (Cuvier, 1828)
- Lutjanus rufolineatus (Valenciennes, 1830)
- Lutjanus russellii (Bleeker, 1849)
- Lutjanus sanguineus (Cuvier, 1828)
- Lutjanus sapphirolineatus Iwatsuki, Al-Mamry & Heemstra, 2016
- Lutjanus sebae (Cuvier, 1816)
- Lutjanus semicinctus (Quoy & Gaimard, 1824)
- Lutjanus stellatus (Akazaki, 1983)
- Lutjanus synagris (Linnaeus, 1758)
- Lutjanus timorensis (Quoy & Gaimard, 1824)
- Lutjanus viridis (Valenciennes, 1846)
- Lutjanus vitta (Quoy & Gaimard, 1824)
- Lutjanus vivanus (Cuvier, 1828)
- Lutjanus xanthopinnis Iwatsuki et al., 2015

## Nutzung
Wie viele andere Schnapper sind die Lutjanus-Arten begehrte Speisefische. Zu der Gattung gehören auch die Schnapper, die unter dem Handelsnamen „Roter Schnapper“ verkauft werden, in Deutschland sind Lutjanus malabaricus und in den USA Lutjanus campechanus unter dem englischen Namen „Red Snapper“ im Handel.

## Belege
1. 1 2  I. Veneza, R. Silva, D. Silva, G. Gomes, I. Sampaio, H. Schneider: Multiloci analyses suggest synonymy among Rhomboplites, Ocyurus and Lutjanus and reveal the phylogenetic position of Lutjanus alexandrei (Lutjanidae: Perciformes). Neotropical Ichthyology, 17 (1): Epub 29. April 2019, doi: 10.1590/1982-0224-20180109.